# Constitución de Ucrania
La Constitución de Ucrania (en ucraniano: Конституція України) fue aprobada en la 5.ª Sesión de la Rada Suprema (parlamento) de Ucrania, el 28 de junio de 1996. La Constitución se aprueba con 315 votos de los 450 posibles (el mínimo era 300). La constitución es la ley fundamental del país: las leyes y normas deben estar en concordancia con la misma. Para la reforma constitucional, se prevé un procedimiento legislativo especial reservado al parlamento. La única institución del estado para interpretar la Constitución y determinar si la legislación se ajusta a la misma, es la Corte Constitucional de Ucrania.

## Historia de la Constitución
Hasta el 8 de junio de 1995, la ley suprema de Ucrania era la constitución de la República Socialista Soviética de Ucrania (aprobada en 1978, con numerosas enmiendas posteriores). El 8 de junio de 1995, el presidente Leonid Kuchma y el portavoz Oleksandr Moroz (actuando en representación del parlamento) firman el Acuerdo Constitucional, válido hasta que la constitución sea redactada.
La actual constitución fue aprobada de madrugada en la sesión parlamentaria de 27-28 de junio de 1996, que semi-oficialmente se conoce como “la noche constitucional de 1996”. La ley n.º 254/96-BP ratifica la Constitución, deja sin efecto la constitución previa y la aprobación fue firmada y promulgada a mediados de julio de 1996. Sin embargo, de acuerdo con la Corte Constitucional, la constitución de 1996 entra en vigor desde el momento en que se anunciaron los resultados de la votación parlamentaria, es decir, el 28 de junio, sobre las 9 de la mañana, hora de Kiev.

## Historia de las enmiendas
El 8 de diciembre de 2004, el parlamento aprueba la Ley N.º 2222-IV enmendando la Constitución. La ley fue aprobada por una mayoría del 90% (402 afirmativos, 21 en contra y 19 abstenciones; el mínimo requerido era de 300 afirmativos). Esta ley fue aprobada junto a otras medidas legislativas con objeto de resolver la crisis de las elecciones presidenciales de Ucrania de 2004. Fue firmada casi inmediatamente en la cámara parlamentaria por el presidente saliente Leonid Kuchma y promulgada el mismo día.
La mayoría de las enmiendas se programaron para entrar en vigor el 1 de septiembre de 2005, “condicionada” con la aprobación de una serie de enmiendas para la reforma del autogobierno local para la misma fecha. Toda vez que la reforma del autogobierno no fue realizada, las enmiendas tomaron el carácter de “incondicional” el 1 de enero de 2006. El resto de las enmiendas entraron en vigor el 25 de mayo de 2006, cuando el nuevo parlamento se constituye como resultado de las elecciones del año 2006.
Algunos partidos políticos dijeron que la Ley 2222-IV se aprobó con grandes violaciones de procedimiento. Pretendieron recurrir a la Corte Constitucional de Ucrania. Si esta ley es derogada por dicho Tribunal, la Constitución volverá a la situación previa a dicha enmienda.